# Saulzet
Saulzet est une commune française, située dans le département de l'Allier en région Auvergne-Rhône-Alpes.

## Géographie

### Localisation
Commune située en Limagne bourbonnaise entre Gannat et Saint-Pourçain-sur-Sioule, au sud du département de l'Allier, elle est située sur l'axe départemental 2009 reliant Moulins à Clermont-Ferrand.

### Communes limitrophes
Six communes sont limitrophes de Saulzet :
| Jenzat   | Le Mayet-d'École |                          |
| Mazerier | Saulzet          | Escurolles               |
| Gannat   |                  | Monteignet-sur-l'Andelot |

### Climat
Pour des articles plus généraux, voir Climat d'Auvergne-Rhône-Alpes et Climat de l'Allier.
En 2010, le climat de la commune est de type climat du Bassin du Sud-Ouest, selon une étude du CNRS s'appuyant sur une série de données couvrant la période 1971-2000. En 2020, Météo-France publie une typologie des climats de la France métropolitaine dans laquelle la commune est exposée à un climat de montagne ou de marges de montagne et est dans la région climatique Nord-est du Massif Central, caractérisée par une pluviométrie annuelle de 800 à 1 200 mm, bien répartie dans l’année.
Pour la période 1971-2000, la température annuelle moyenne est de 11,1 °C, avec une amplitude thermique annuelle de 16,4 °C. Le cumul annuel moyen de précipitations est de 691 mm, avec 8,7 jours de précipitations en janvier et 6,9 jours en juillet. Pour la période 1991-2020, la température moyenne annuelle observée sur la station météorologique de Météo-France la plus proche, « Charmes_sapc », sur la commune de Charmes à 7 km à vol d'oiseau, est de 11,9 °C et le cumul annuel moyen de précipitations est de 675,4 mm,. Pour l'avenir, les paramètres climatiques de la commune estimés pour 2050 selon différents scénarios d'émission de gaz à effet de serre sont consultables sur un site dédié publié par Météo-France en novembre 2022.

## Urbanisme

### Typologie
Au 1er janvier 2024, Saulzet est catégorisée commune rurale à habitat dispersé, selon la nouvelle grille communale de densité à 7 niveaux définie par l'Insee en 2022.
Elle est située hors unité urbaine. Par ailleurs la commune fait partie de l'aire d'attraction de Vichy, dont elle est une commune de la couronne,. Cette aire, qui regroupe 50 communes, est catégorisée dans les aires de 50 000 à moins de 200 000 habitants,.

### Occupation des sols

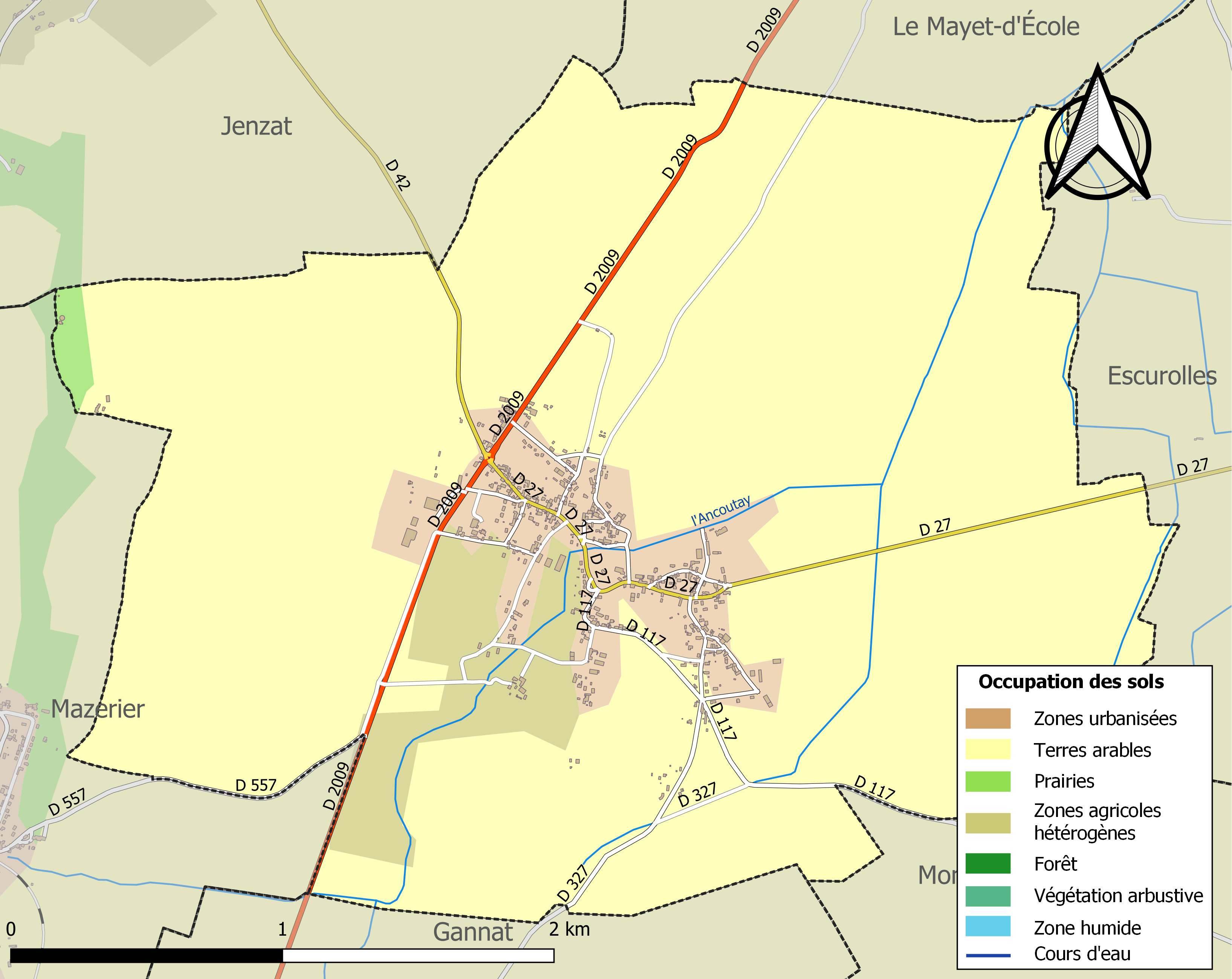
Carte des infrastructures et de l'occupation des sols de la commune en 2018 (CLC).

L'occupation des sols de la commune, telle qu'elle ressort de la base de données européenne d’occupation biophysique des sols Corine Land Cover (CLC), est marquée par l'importance des territoires agricoles (92,2 % en 2018), une proportion sensiblement équivalente à celle de 1990 (92,8 %). La répartition détaillée en 2018 est la suivante : terres arables (86,5 %), zones urbanisées (7,8 %), zones agricoles hétérogènes (5,3 %), prairies (0,5 %).
L'IGN met par ailleurs à disposition un outil en ligne permettant de comparer l’évolution dans le temps de l’occupation des sols de la commune (ou de territoires à des échelles différentes). Plusieurs époques sont accessibles sous forme de cartes ou photos aériennes : la carte de Cassini (XVIIIe siècle), la carte d'état-major (1820-1866) et la période actuelle (1950 à aujourd'hui).

### Voies de communication et transports

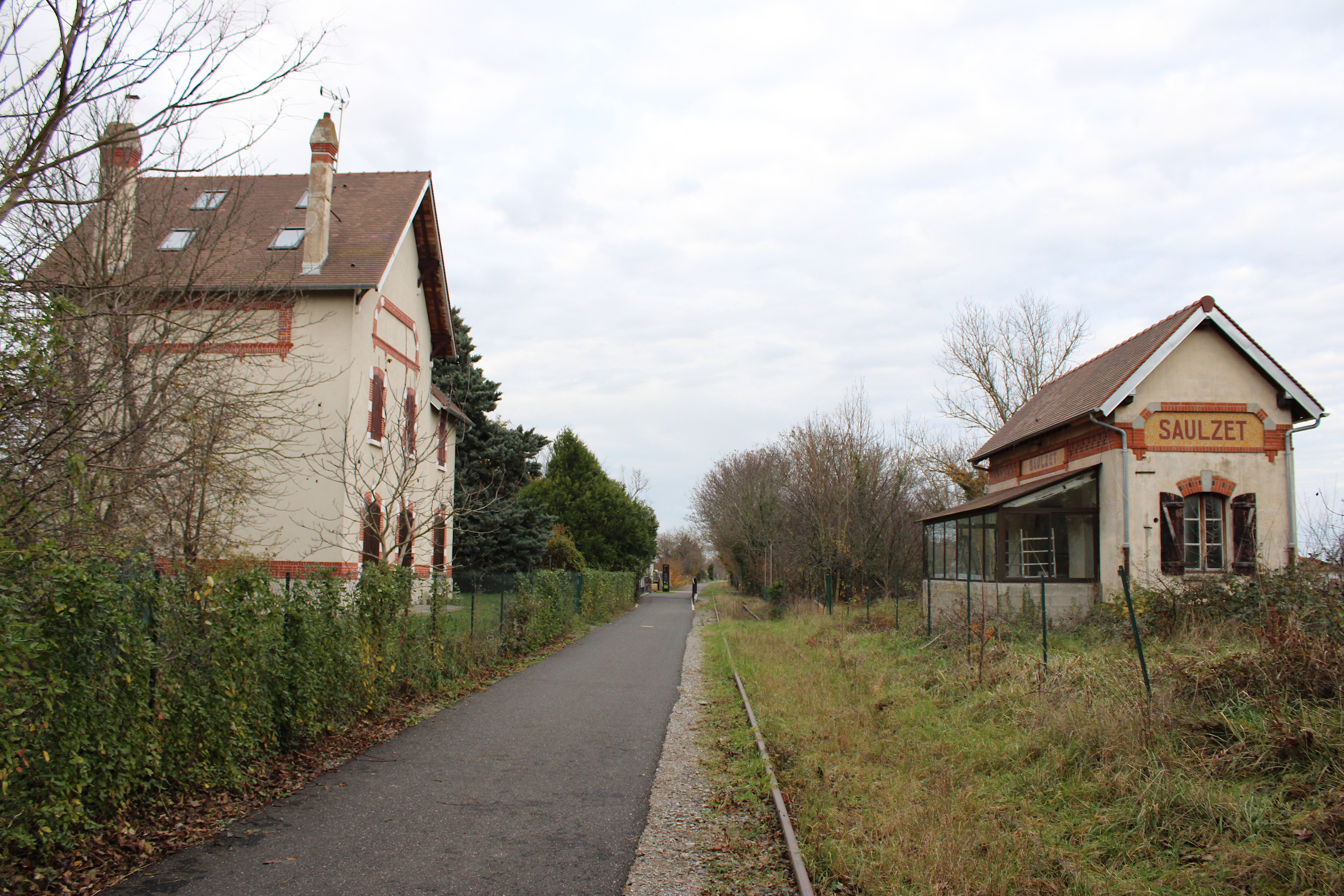
Bâtiments voyageur et annexe de la gare de Saulzet, sur la ligne de La Ferté-Hauterive à Gannat, en direction de Saint-Pourçain-sur-Sioule, en décembre 2024.

La commune de Saulzet est traversée par la route départementale 2009 (ancienne route nationale 9) reliant Moulins et Saint-Pourçain-sur-Sioule au nord, Gannat et Clermont-Ferrand au sud. Comme les autres communes traversées par cette route départementale, elle est considérée comme zone dangereuse sur 200 mètres de chaque côté de la route à cause du passage de 1 900 camions par jour, dont des convois exceptionnels qui peuvent contenir des matières dangereuses. Aux abords de la RD, le bruit peut monter à 70 décibels, alors que le seuil de tolérance est situé à 50 dB. Les inconvénients liés au bruit de la RD 2009 concernent uniquement les riverains de l'ancienne nationale.[réf. nécessaire]
L'autoroute la plus proche, l'A719, permet de rejoindre Vichy ou l'autoroute A71 en direction de Paris et Clermont-Ferrand.
Le territoire communal est également desservi par les routes départementales 27 (en direction d'Escurolles), 42 (vers Jenzat et Chantelle), 117 (vers Monteignet-sur-l'Andelot) et 327 (vers Gannat).
La commune est située sur la ligne de La Ferté-Hauterive à Gannat où tout trafic ferroviaire est suspendu. Une voie verte, parallèle à la voie ferrée, a été aménagée par la communauté de communes Saint-Pourçain Sioule Limagne en 2024, reliant Gannat à Bayet (18 km ; elle sera prolongée à Saint-Pourçain-sur-Sioule en 2025).

## Histoire
1939-1945 : la ville de Saulzet a vu une colonne de la Wehrmacht stationner à l'ombre des vergers en juin 1940. Celle-ci se déplaçait vers Riom. Pendant le mois de juin 1940, une section blindée allemande a fait escale à Saulzet en route vers Riom.
En 1945, un certain nombre de prisonniers allemands ont été stationnés dans des baraquements situés au sud de Saulzet, entre le village et Gannat. Ils ont été employés à assécher les marais entre Escurolles et Saulzet. La plupart d'entre eux étaient rentrés chez eux dès 1947, sauf un qui n'est reparti qu'en 1949 car son village était en zone soviétique.
Quand ils avaient bien travaillé, les prisonniers avaient le droit d'aller dans les fermes du coin le dimanche pour demander un peu de nourriture afin d'améliorer le quotidien. À en croire la présence de noms d'origine germanique dans le cimetière de Saulzet certains n'ont pas trouvé que des œufs dans les fermes.

## Politique et administration
| Période                                  | Période                      | Identité                   | Étiquette | Qualité             |
| ---------------------------------------- | ---------------------------- | -------------------------- | --------- | ------------------- |
| Les données manquantes sont à compléter. |                              |                            |           |                     |
| 1802                                     | 1824                         | Joseph René de Longueil    |           |                     |
| 1824                                     | 1830                         | G. de Calignon             |           |                     |
| 1830                                     | 1846                         | ... Brun                   |           |                     |
| 1846                                     | 1848                         | ... de la Boulaye          |           |                     |
| 1848                                     | 1855                         | ... Jobert                 |           |                     |
| 1855                                     | 1870                         | Claude Gilbert de Gaulmyn  |           |                     |
| 1870                                     | 1874                         | Elysée Joseph Gervy        |           |                     |
| 1874                                     | 1881                         | Claude Gilbert de Gaulmyn  |           |                     |
| 1881                                     | 1884                         | François-Guillaume Matthet |           |                     |
| 1884                                     | 1893                         | Jean Méchin                |           |                     |
| 1893                                     | après 1902                   | Jean Brun                  |           |                     |
| 1947                                     | ?                            | Henri Sarron               | SFIO      | Exploitant agricole |
| mars 2001                                | mars 2008                    | Daniel Tagornet            |           |                     |
| mars 2008                                | En cours (au 8 juillet 2020) | Jean-François Humbert      |           | Retraité            |

## Population et société

### Démographie
Les habitants de la commune sont appelés les Saulzetois et les Saulzetoises.
L'évolution du nombre d'habitants est connue à travers les recensements de la population effectués dans la commune depuis 1793. Pour les communes de moins de 10 000 habitants, une enquête de recensement portant sur toute la population est réalisée tous les cinq ans, les populations de référence des années intermédiaires étant quant à elles estimées par interpolation ou extrapolation. Pour la commune, le premier recensement exhaustif entrant dans le cadre du nouveau dispositif a été réalisé en 2008.

En 2022, la commune comptait 392 habitants, en évolution de +0,77 % par rapport à 2016 (Allier : −1,38 %, France hors Mayotte : +2,11 %).
| 1793 | 1800 | 1806 | 1821 | 1831 | 1836 | 1841 | 1846 | 1851 |
| ---- | ---- | ---- | ---- | ---- | ---- | ---- | ---- | ---- |
| 629  | 666  | 814  | 851  | 911  | 912  | 892  | 862  | 865  |

| 1856 | 1861 | 1866 | 1872 | 1876 | 1881 | 1886 | 1891 | 1896 |
| ---- | ---- | ---- | ---- | ---- | ---- | ---- | ---- | ---- |
| 883  | 829  | 766  | 759  | 756  | 690  | 656  | 647  | 640  |

| 1901 | 1906 | 1911 | 1921 | 1926 | 1931 | 1936 | 1946 | 1954 |
| ---- | ---- | ---- | ---- | ---- | ---- | ---- | ---- | ---- |
| 596  | 571  | 546  | 468  | 457  | 441  | 417  | 354  | 313  |

| 1962 | 1968 | 1975 | 1982 | 1990 | 1999 | 2006 | 2008 | 2013 |
| ---- | ---- | ---- | ---- | ---- | ---- | ---- | ---- | ---- |
| 337  | 354  | 316  | 312  | 340  | 330  | 335  | 336  | 378  |

| 2018 | 2022 | - | - | - | - | - | - | - |
| ---- | ---- | - | - | - | - | - | - | - |
| 385  | 392  | - | - | - | - | - | - | - |

### Enseignement
Saulzet dépend de l'académie de Clermont-Ferrand. Elle gère une école maternelle publique. Saulzet appartient à un regroupement pédagogique intercommunal (RPI), créé en 1991, avec six communes à l'origine : Escurolles, Le Mayet-d'École, Monteignet-sur-l'Andelot, Saint-Pont et Saulzet (Espinasse-Vozelle a quitté le regroupement en 2015), et composé de 158 élèves pour l'année 2024-2025. L'école de Saulzet accueille 26 élèves, 16 de CE2 et 10 de CM1.
Les collégiens poursuivent leur scolarité, hors dérogations, à Gannat, et les lycéens à Saint-Pourçain-sur-Sioule (lycée Blaise-de-Vigenère) ou à Cusset (lycée Albert-Londres).

## Économie

### Commerce
Un vide grenier/brocante a lieu tous les deuxièmes dimanches de septembre autour de la salle des fêtes de la mairie.

## Culture et patrimoine

### Lieux et monuments
Il existe un seul édifice inscrit aux monuments historiques sur le territoire communal de Saulzet : le château de Beauverger, du XVe siècle (v. 1449), inscrit en 1929.
Autre monument, non protégé : l'église Saint-Julien. La nef et les bas-côtés sont du XIIe siècle ; le clocher-porche a été édifié au XIXe siècle. Vitraux de l'atelier d'Émile Thibaud.
Le château de Listenois, dont le nom venait du surnom porté par Louis Aycelin, sire de Montagut et de Saulzet en partie — surnom qui semble être une composition à partir de « Lis tenois », car Louis, par une grâce spéciale de Charles VI de 1412, relevait directement du roi et non plus du duc de Bourbon pour ses fiefs du Donjon et de Châteldon,, mais qui fleure bon aussi les légendes et les mythes héroïques, Pellinor de Listenois étant dans le cycle arthurien un roi gallois, père de Perceval, Lamorak, Agloval et Dornar — est généralement interprété comme une ancienne forteresse disparue, sise à Saulzet ; la terre et le château, en tout cas le nom, se sont transmis des Aycelin à la Maison de Vienne (-Roulans et Monbis : cf. l'article Jean de Vienne) et aux Bauffremont-Scey.

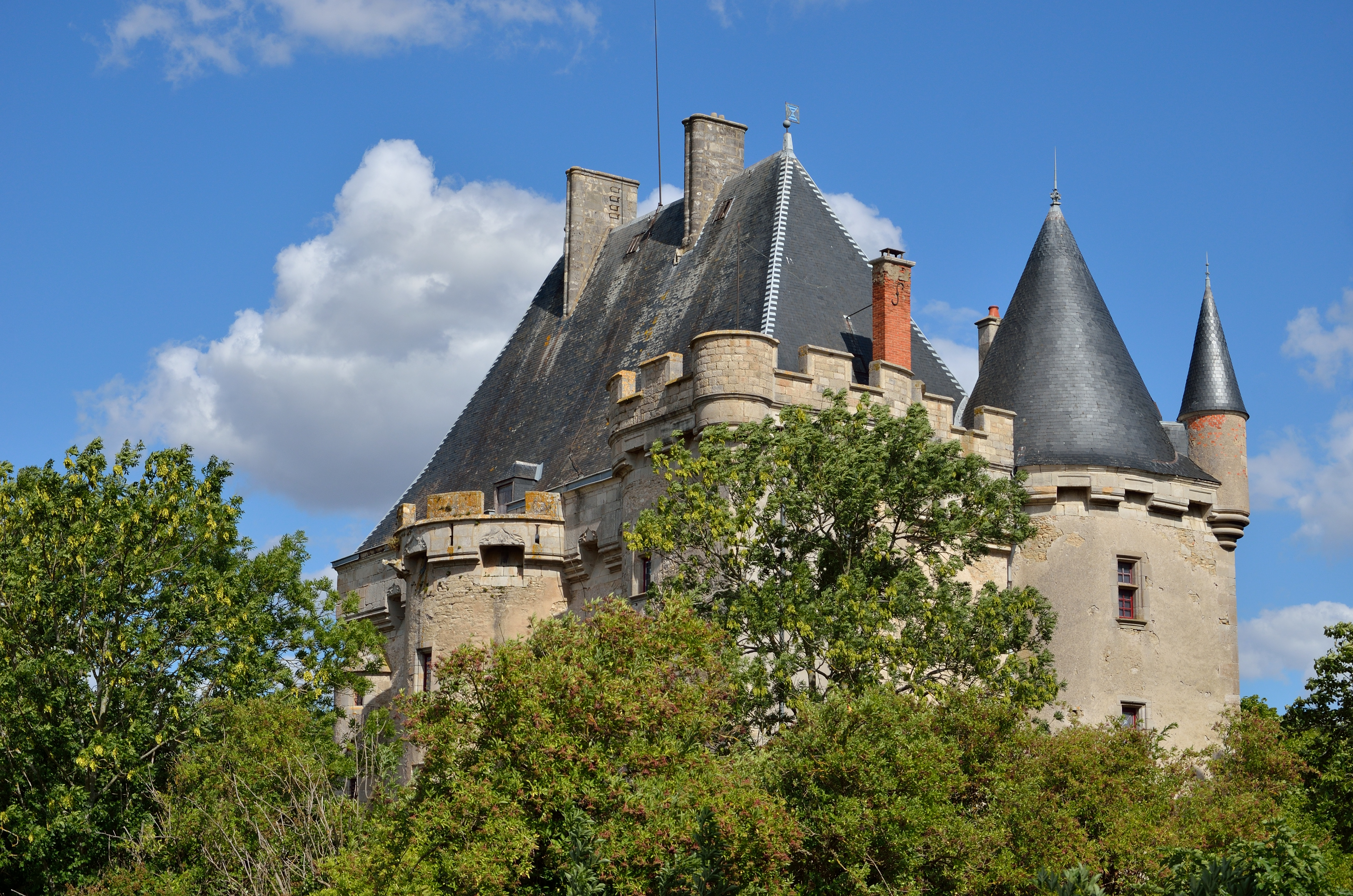
Château de Beauverger.
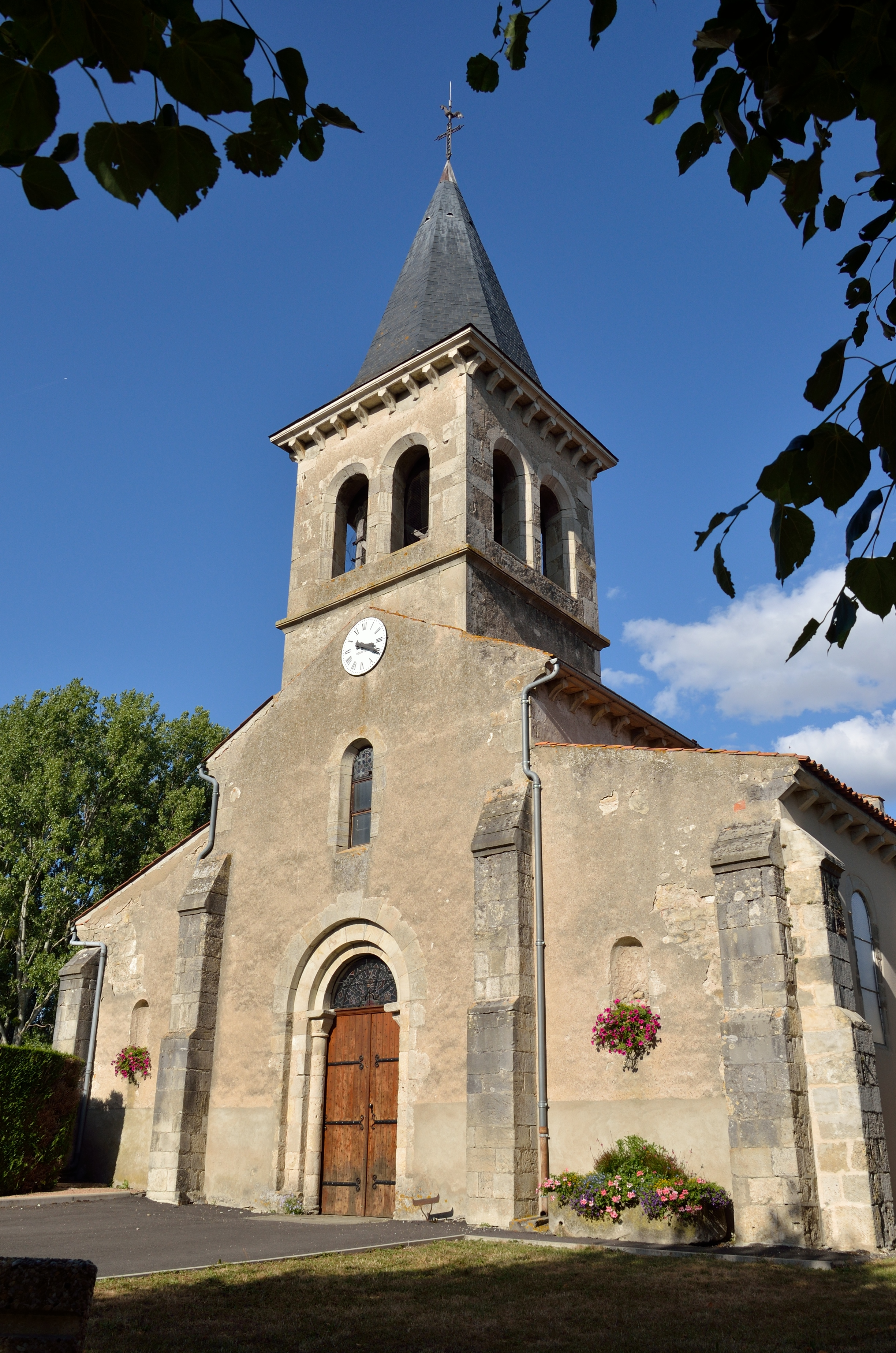
Église Saint-Julien.

### Personnalités liées à la commune
François Louis Henri Coutière, né en 1869 à Saulzet, pharmacien docteur ès sciences, agrégé de l'École supérieure de pharmacie de Paris, professeur de zoologie à la Faculté de pharmacie de Paris.

### Héraldique
| Blason de Saulzet | Blason  | Écartelé en sautoir : au 1er d'argent à quatre roseaux à massettes au naturel, au 2e de sinople à une tour d'or maçonnée de sable, au 3e de sinople à une gerbe de blé d'or, au 4e d'argent à un saule au naturel.                     |
| Blason de Saulzet | Détails | Les roseaux rappellent l'ancien marais, la gerbe de blé figure la vocation agricole du village, le saule est pour le nom de la commune et enfin la tour pour le château. Création de Jean-François Binon, adoptée le 13 novembre 2020. |